# 第32回日本レコード大賞
第32回日本レコード大賞（だい32かいにほんレコードたいしょう）は、1990年（平成2年）12月31日に日本武道館で行われた、32回目の『日本レコード大賞』である。

## 概要
第32回から各賞がポップス・ロック部門と歌謡曲・演歌部門に分かれることになった。これは裏番組『第41回NHK紅白歌合戦』への対抗策である（当該番組の項を参照）。
第32回から大賞の選考に視聴者投票システム（大衆投票）を導入することになった。これは、予め「ゴールド・ディスク賞」として選出された候補曲の中から、視聴者による電話投票により大賞曲を決めるというものである（第32回では全国7地区の視聴者700人による投票）。これは、第31回において有力候補とされた美空ひばりを抑えてWinkが大賞を受賞したことで、組織的投票疑惑が表面化したことによるもの。
第32回ポップス・ロック部門の大賞は、フジテレビ系アニメ「ちびまる子ちゃん」エンディングテーマ曲として国民的大ヒットしたB.B.クィーンズの「おどるポンポコリン」に決定。B.B.クィーンズは初の受賞、ビーイングにとっても初の受賞となった。オリコン年間シングルチャート1位の楽曲の受賞は第30回（1988年）以来2年ぶり。なお、デビュー曲による大賞受賞は、第1回大賞受賞曲の「黒い花びら」以来31年ぶりで2回目。ポップス・ロック部門の大賞を発表したプレゼンターは当時TBSの記者だった秋山豊寛が担当した。
歌謡曲・演歌部門の大賞は、堀内孝雄の「恋唄綴り」に決定。堀内孝雄は初の受賞となった。歌謡曲・演歌部門の大賞を発表したプレゼンターは、前回大賞を受賞したWinkが担当した。
視聴率は更に1.5P下落の12.5%に落ち込む。
TBSの旧ロゴマーク（筆記体ロゴ）が使用された最後のレコード大賞となった。
富山県のTBS系列局として、この年10月に開局したチューリップテレビが本年度からレコード大賞の生中継を開始した。

## 司会
- 板東英二
- 和田アキ子
  - 和田は裏番組『第41回NHK紅白歌合戦』にも出場歌手として出演、史上初の『NHK紅白歌合戦』出場歌手と『レコード大賞』司会の兼任となった[注釈 2][注釈 3]。

## 受賞作品・受賞者一覧（ポップス・ロック部門）

### 日本レコード大賞
- 「おどるポンポコリン」
- 歌唱：B.B.クィーンズ
- 作曲・編曲：織田哲郎
- 作詩：さくらももこ
- プロダクション：Ading
- レコード会社：BMGビクター

### 最優秀ポップス・ボーカル賞
- 竹内まりや「告白」

### 最優秀ロック・ボーカル賞
- サザンオールスターズ「真夏の果実」

### 最優秀ポップス・新人賞
- 忍者「お祭り忍者」

### 最優秀ロック・新人賞
- たま「さよなら人類」

### アルバム大賞
- ユニコーン「ケダモノの嵐」

### ポップス・ゴールド・ディスク賞
- B.B.クィーンズ「おどるポンポコリン」

### ロック・ゴールド・ディスク賞
- サザンオールスターズ「真夏の果実」

### 優秀アルバム賞
- B'z「WICKED BEAT」
- 高野寛「CUE」
- ユニコーン「ケダモノの嵐」
- 筋肉少女帯「サーカス団パノラマ島へ帰る」
- サザンオールスターズ「Southern All Stars」
- 井上陽水「ハンサムボーイ」
- RCサクセション「BABY A GO GO」
- 久保田利伸「BONGA WANGA」
- ドリームズ・カム・トゥルー「LOVE GOES ON…」
- 松任谷由実「LOVE WARS」

### 最優秀アルバム・ニュー・アーティスト賞
- フリッパーズ・ギター「CAMERA TALK」

### 特別賞
- 石井好子

### 作曲賞
- 桑田佳祐「真夏の果実」（歌・サザンオールスターズ）

### 編曲賞
- 瀬尾一三「壊れかけのRadio」（歌・徳永英明）

### 作詩賞
- 竹内まりや「告白」（歌・竹内まりや）

### 企画賞
- 作曲・編曲・指揮・演奏／服部克久による音楽畑（1～7のシリーズ）
- 演奏／G－クレフによる五右衛門
- 谷村新司の歌唱によるヨーロッパ三部作（PRICE OF LOVEを含む）

### 外国アーティスト賞
- マドンナ

## 受賞作品・受賞者一覧（歌謡曲・演歌部門）

### 日本レコード大賞
- 堀内孝雄「恋唄綴り」

### 最優秀歌唱賞
- 松原のぶえ「蛍」

### 最優秀歌謡曲新人賞
- ヤン・スギョン「愛されてセレナーデ」

### 最優秀演歌新人賞
- 晴山さおり「一円玉の旅がらす」

### アルバム大賞
- 桂銀淑「真夜中のシャワー」

### 歌謡曲ゴールド・ディスク賞
- 堀内孝雄「恋唄綴り」

### 演歌ゴールド・ディスク賞
- 香西かおり「恋舟」

### 優秀アルバム賞
- 堀内孝雄「FIRST」
- 桂銀淑「真夜中のシャワー」
- 青江三奈「レディ・ブルース」

### 作曲賞
- 堀内孝雄「恋唄綴り」（歌・堀内孝雄）

### 編曲賞
- 若草恵「愛されてセレナーデ」（歌・ヤン・スギョン）

### 作詩賞
- 阿久悠「花 (ブーケ) 束」（歌・八代亜紀）

### 企画賞
- 細川たかしの歌唱による日本歌謡伝道使
- 日本伝統音楽
- 森進一の歌唱による花物語

### 功労賞
- 吉田正
- 利根一郎
- 石本美由起
- 松村又一

### 特別功労賞
- 平井賢

### 特別賞
- 北島三郎

### 美空ひばり賞
- 坂本冬美

## TV中継スタッフ
- 構成：福岡秀広、小川美篤、乙川常樹
- 音楽・指揮：小野寺忠和
- 演奏：岡本章生とゲイスターズ、ベストアンサンブル
- コーラス：シュプール、ミュージックメン
- 踊り：ダンシングクイーン、山崎絹子バレエ教室
- 振付：三浦亨、山崎絹子
- ナレーション：大森章督
- 集計協力：テクノネット
- 大衆投票監修：日本リサーチセンター
- 中継：HBC北海道放送、TBC東北放送、CBCテレビ、MBS毎日放送、RCC中国放送、RKB毎日放送、クリエイティブUSA（ロサンゼルス中継担当）

（技術）
- 技術：橋本英一、椎木洋次
- TD：佐藤満
- 映像：佐藤秀樹
- カラー調整：遠藤博美
- 音声：浜田毅
- 照明：塚田剛太郎
- 音響：平田研吉
- 技術協力：TBS-V、東通、NST、東京音研、サンライズアート、共立、バリライトアジア
- 美術：三原康博
- 美術デザイン：橘野永
- 美術制作：和田一郎

（大衆投票中継所）
- 技術：中村秀夫
- カラー調整：白根英路
- 映像：長瀬元孝
- 音声：吉田克弥
- 照明：松村劦
- コンピューター：朝日奈太郎
- 美術制作：澤井義雄
- 演出：大崎幹、小野寺廉

（制作）
- 演出スタッフ：高田卓哉、岡本充敏、赤木準平、村上研介、久保徹、伊佐野英樹、利根川展、矢島公紀、吉田啓良、阿部龍二郎、那須田淳 / 村木益雄、小野寺真
- 舞台監督：小笠原知宏
- 中継ディレクター：荒井昌也
- プロデューサー：塩川和則
- 演出：難波一弘
- 製作著作：TBS